# Ghimbav
Ghimbav là một thị xã thuộc hạt Brașov, România. Dân số thời điểm năm 2002 là 5100 người.